# Railway Square, Sydney
Railway Square är ett torg beläget i staden Sydney i New South Wales i Australien. Torget, som har funnits sedan 1800-talet, är en stor transportknut i Sydney då den har en stor busshållplats och ligger intill järnvägsstationen Sydney C. Tidigare i Railway Square var det även en åttkantig pissoar som kunde användas av sex män samtidigt. År 1999 fullbordades en uppgradering av Railway Square till en kostnad av 20 miljoner australiska dollar (drygt 140 miljoner SEK). Under Railway Square finns delstatens äldsta järnvägstunnel. Den är belägen på den före detta banan mot Darling Harbour.